# Lowood
Lowood – miasto w Australii, w stanie Queensland.